# Sakura Park
Sakura Park est un parc public situé au nord du quartier de Morningside Heights, dans l'arrondissement de Manhattan, à New York. Il se trouve plus précisément entre Riverside et Claremont Avenue, au nord de la 122e rue de l'Ouest. À proximité se trouvent l'Église Riverside au sud, l'École de Musique de Manhattan à l'est, le Mémorial national du Général Grant à l'ouest et la Maison Internationale au nord.
C'est une partie petite mais néanmoins historique de l'ensemble des parcs gérés par le Département des Parcs et des Loisirs de la ville de New York.

## Histoire

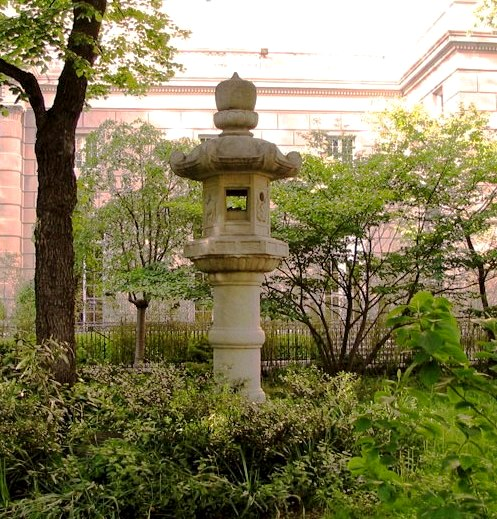
Le tōrō donné à la Ville de New York par la Ville de Tokyo, avec la Maison Internationale de New York en arrière-plan

À l'origine, le parc se nommait Parc Claremont. Il fut rebaptisé Sakura Park en 1912 après que le comité des résidents japonais de New York a fait don de 2.500 cerisiers,,, (sakura en japonais), un geste d'amitié qui comprenait également la donation de 20.000 arbres à la ville de Washington.
Le terrain appartenait à l'origine à John D. Rockefeller, et fut racheté par la ville de New York pour agrandir le Riverside Park adjacent. Commencé en 1932, l'aménagement du parc prit sur deux ans, et reçut l'aide financière de Rockefeller.
En 1960, à l'occasion de son jumelage avec New York, la ville de Tokyo a offert en tōrō. L'ancien  prince héritier et l'actuel Empereur du Japon, Akihito, était présent le 10 octobre 1960 lors de la dédicace officielle.  En 1987, le prince héritier inaugura une nouvelle fois le tōrō en compagnie de la princesse Michiko, en 1987.

## Caractéristiques
On trouve dans le parc une statue en bronze du Général Daniel Butterfield réalisée par Gutzon Borglum en 1918.  Ce dernier fut tellement agacé par les nombreux changements demandés par le comité ayant commandé la statue, qu’il signa au niveau de la tête du général en soulignant que c’était un aspect que le comité n’avait pas exigé de changer. 
La statue est orientée de manière à faire face à la tombe du Général Grant, de l'autre côté de Riverside Drive ; Butterfield regarde en conséquence le tombeau de son général de guerre civile et président du cabinet où il a servi comme Trésorier des États-Unis adjoint.
L’aménagement paysager est dominé par deux allées bordées de tilleuls. Les branches se rencontrent et forment une arcade feuillue. Entre les deux allées se trouve une pelouse plantée de cerisiers, avec en outre un gazébo. Aux cerisiers ont été ajoutés des ginkgos et des styrax, pour ajouter au caractère japonais du parc.  
Lorsque les cerisiers fleurissent, les Japonais viennent célébrer Hanami et pique-niquent sous les arbres. Les fleurs des cerisiers signifient le début du printemps. 

## Transports
De nombreux transports publics s'arrêtent à proximité de Sakura Park. Les lignes de bus M4 et M104 s'arrêtent à une avenue de Sakura Park, sur Broadway. Les lignes M11 et M60 s'arrêtent sur Amsterdam Avenue. La ligne 1 du métro de la ville de New York s'arrête à la 125e Rue et à Broadway.